# Cercle électoral du Rhin

Carte des cercles impériaux au début du XVIe siècle. Le cercle électoral du Rhin figure en rouge.

Le cercle électoral du Rhin, ou plus exactement cercle de Rhénanie électorale, (en allemand, Kurrheinischer Reichskreis) est un cercle impérial du Saint-Empire romain germanique.

## Caractéristiques
Le cercle électoral du Rhin est l'un des dix cercles impériaux constitués par la seconde réforme administrative de l'empereur Maximilien, en 1512 (diète de Cologne). Sa création répond à la volonté de l'empereur d'étendre aux princes électeurs le régime des cercles, auquel ils n'avaient pas été assujettis par la réforme de 1500.
L'essentiel de son territoire appartenait aux quatre électeurs du Rhin, ce qui explique son nom. Il avait de ce fait un poids particulier : sa seule contribution au denier commun de l'Empire était théoriquement plus de deux fois plus élevée que celle de l'ensemble des possessions bourguignonnes de l'empereur Charles Quint.

## Membres
| Blason | Nom                            | Notes |
| ------ | ------------------------------ | --- |
|        | Duché d'Aremberg               | Fondé au XIIIe siècle. Principauté en 1547. République cisrhénane en 1797. À la France en 1802.                                                                                |
|        | Nassau-Beilstein               | Fondé en 1343 par partition du Nassau-Dillenburg. Au Nassau-Dillenburg en 1561. Re-créé en 1607 par partition du Nassau-Dillenburg. Au Nassau-Dillenburg en 1620.              |
|        | Bailliage de Coblence          | Bailliage de l'ordre Teutonique. République cisrhénane en 1797. Sécularisé au profit de la France en 1802.                                                                     |
|        | Électorat de Cologne           | Fondé au Xe siècle. Principauté en 1356. République cisrhénane en 1797. Sécularisé au profit de la France en 1802.                                                             |
|        | Gelnhausen                     | Ville libre d'Empire. |
|        | Bas-Isenburg (en)              | Fondé en 1199 par partition de l'Isenburg-Isenburg (en). Partition en 1502 en Isenburg-Grenzau (en) et Isenburg-Neumagen (en).                                                 |
|        | Isenburg-Grenzau (en)          | Fondé en 1502 par partition du Bas-Isenburg (en). À Cologne, Trèves et Fulda en 1664.                                                                                          |
|        | Isenburg-Neumagen (en)         | Fondé en 1502 par partition du Bas-Isenburg (en). Au Sayn-Wittgenstein en 1554.                                                                                                |
|        | Électorat de Mayence           | Archevêché vers 780. Médiatisé en 1803 au profit de la France, l'Aschaffenbourg, la Hesse, le Nassau et la Prusse.                                                             |
|        | Comté de Neuenahr (de)         | |
|        | Palatinat du Rhin              | Fondé en 1085. Électorat en 1356. Union avec la Bavière en 1777. Rive gauche du Rhin à la république cisrhénane en 1797, puis à la France en 1801. Rive droite à Bade en 1806. |
|        | Burgraviat de Rheineck (de)    | À Trèves en 1669. |
|        | Abbaye Saint-Maximin de Trèves | Fondée au IVe siècle. Immédiateté au XIIe siècle. |
|        | Thurn und Taxis                | Immédiateté accordée en 1608. Principauté en 1695. À la Bavière en 1806. |
|        | Électorat de Trèves            | Fondé au VIIIe siècle. Immédiateté accordée en 898. République cisrhénane en 1797. À la France en 1802.                                                                        |